# Dunbar (Escócia)
Dunbar (/dʌnˈbɑːr/) é uma cidade na Área de Conselho East Lothian na costa sudeste da Escócia, aproximadamente a 42 quilômetros ao leste de Edimburgo e a 45 quilômetros da fronteira com a Inglaterra, ao norte de Berwick-upon-Tweed.
Dunbar é um royal burgh e deu nome a uma paróquia eclesiástica e civil. A paróquia estende-se em torno de 12 quilômetros de leste a oeste e tem 5 600 metros aproximadamente de largura na sua maior extensão ou 29 quilômetros quadrados. Contém as aldeias de West Barns, Belhaven, East Barns (abandonado) e várias aldeias e fazendas.
Sua posição estratégica deu origem a sua história cheia de incidentes e conflitos, mas Dunbar tornou-se uma tranquila popular cidade dormitório para os trabalhadores nas proximidades de Edimburgo, que encontraram lá uma alternativa acessível para a capital. Até os anos 1960 a população da cidade era pouco mais de 3 500. A cidade está prosperando com uma população de 6 940, havendo muitas obras de desenvolvimento ativas e outras previstas. Há escolas primárias e secundárias de muito boa reputação na cidade.
A cidade é servida pela estação de trem de Dunbar, com ligações a Edimburgo e outras partes da Escócia, assim como Londres e estações ao longo do corredor nordeste.
Dunbar é a casa da estação de salva-vidas Dunbar Lifeboat, a segunda estação mais velha na Escócia pertencente a RNLI (Royal National Lifeboat Institution).
Dunbar é o berço do explorador, naturalista e influente conservacionista John Muir. A casa em que Muir nasceu está localizada na High Street e foi convertida em um museu. Há também uma estátua comemorativa ao lado do relógio da cidade e o John Muir Country Park está localizado a noroeste da cidade. A seção oriental do caminho costeiro John Muir Way começa a partir do porto.
Todos os anos no último fim de semana de setembro, Dunbar realiza um festival de música tradicional patrocinado por várias companhias locais.

## História

### Etimologia
Em sua forma atual, o nome  Dunbar  é derivado de seu  equivalente Gaélico (atual Gaélico Escocês: Dùn Barra), significando "pico forte". Isto é provavelmente uma absorção do Gaélico das línguas Cúmbricas din-bar, com o mesmo significado. Esta forma parece ser atestada como "Dynbaer", do século VII, pelo bispo Wilfrid Vita Sancti Wilfredi.

### Historia Antiga
Ao norte da atual High Street, uma área de terreno aberto chamado Castle Park preserva quase exatamente o perímetro oculto de um forte promontório da era do ferro. O assentamento foi um dos principais centros das pessoas conhecidas pelos romanos como Votadini e pode ter crescido em importância quando a grande fortaleza da colina de Traprain Law foi abandonada no final do século V.
Dunbar foi submisso aos germanos Anglian do reino da Nortúmbria conforme esse reino expandiu no século VI, acredita-se ser o sinônimo de Dynbaer de Eddius por volta de 680, a primeira vez que aparece no registro escrito. O influente monge e estudioso da Nortúmbria, Cuteberto, nascido em torno de 630, foi provavelmente da região de Dunbar. Ainda menino, e empregado como pastor, uma noite ele teve uma visão da alma de Aidan sendo levado ao céu por anjos e então foi para o mosteiro de Old Melrose e tornou-se monge.
A região era uma senhoria do rei e uma prisão para o bispo Cuteberto. Como uma propriedade real dos reis da Nortúmbria, a economia centrou-se na coleta de rendimentos de alimentos e na administração da parte norte (agora escocesa) desse reino. Era a base de um alto funcionário real, um xerife e talvez no século VII, uma dinastia de ealdormano (alto oficial Real) ou sub-reis que defenderam o norte da Nortúmbria contra a invasão dos Pictos.

### Conquista Escocesa
Os ataques dinamarqueses e nórdicos ao sul da Nortúmbria fizeram com que seu poder enfraquecesse e o norte tornou-se aberto para a anexação pela Escócia. Dunbar foi queimada por Kenneth MacAlpin no século IX. O controle escocês foi consolidado no século seguinte e quando a região do Lothian foi cedida a Malcolm II após a batalha de Carham em 1018, Dunbar era finalmente uma parte reconhecida da Escócia.
Ao longo destes séculos turbulentos, o estatuto de Dunbar deve ter sido preservado, porque ele vem como parte de uma importante concessão de terras e assentamento por Malcolm III em favor do conde exilado Gospatrico da Nortúmbria (a quem ele pode ter sido primo) durante 1072. Malcolm precisava preencher um vácuo de poder em seu flanco sudeste, Gospatrico precisava de uma base para traçar a retomada da sua ocupação na Nortúmbria. A concessão incluiu Dunbar e, pode-se deduzir, uma faixa extensiva de da região leste do Lothian e Berwickshire ou Merse. Gospatric fundou a família de Dunbar. O chefe da Casa de Dunbar ocupou a posição de Conde de Dunbar e de administrador até ao século XV.

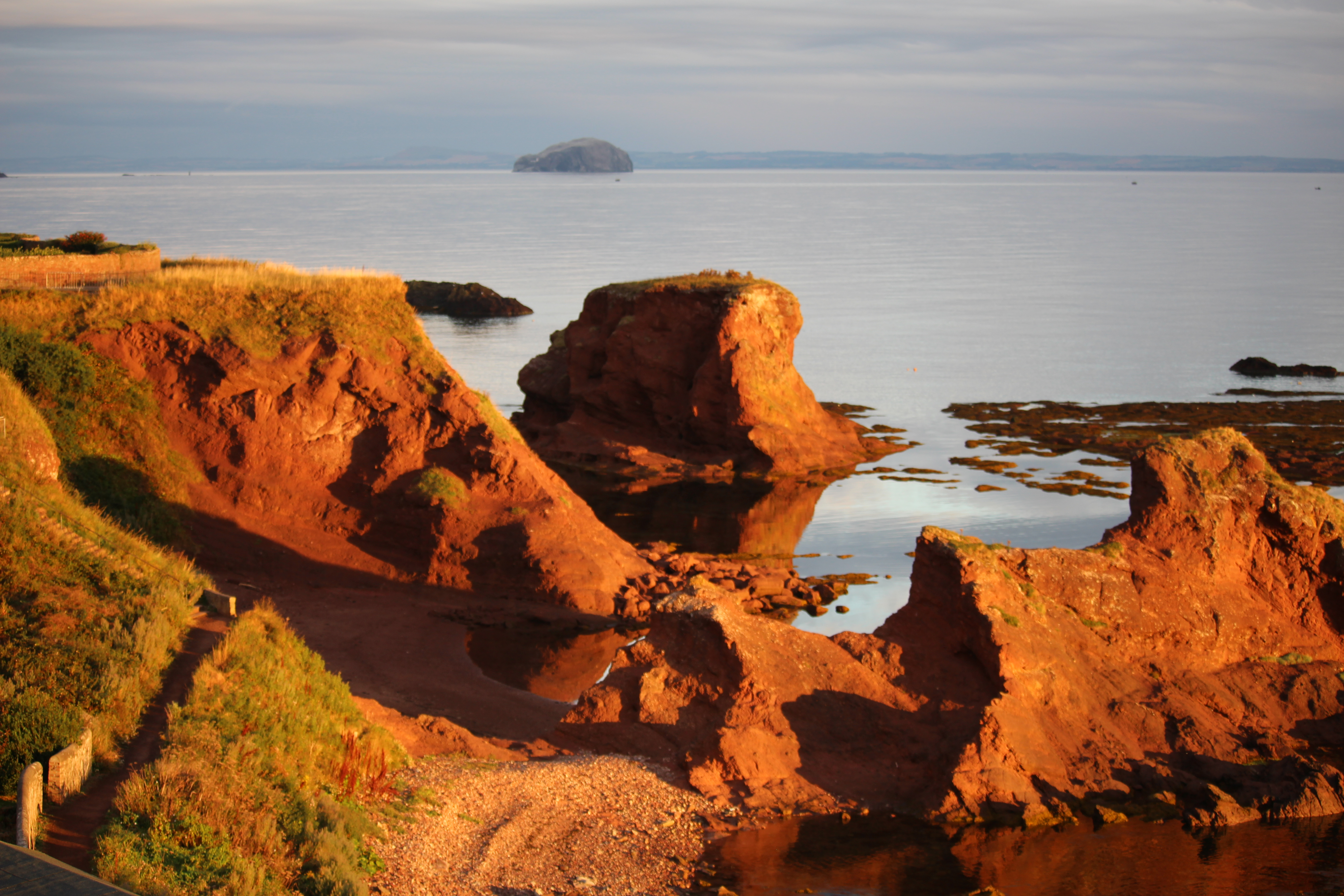
Ilha de Bass Rock vista de Dunbar

### História recente
A cidade transformou-se sucessivamente um burgh baronial e um burgh real (1370) e cresceu lentamente sob a sombra do grande Castelo de Dunbar dos earls. A Escócia e a Inglaterra defendiam muitas vezes a posse do castelo e da cidade. O primeiro era "inexpugnável" e resistiu a muitos assaltos. O último foi queimado freqüentemente. O castelo tinha sido destruído deliberadamente em 1568, mas a cidade floresceu como um centro agrícola e porto de pesca, apesar dos tempos tempestuosos no século XVII e início do século XVIII. As batalhas principais foram lutadas em 1296 e em 1650. A segunda Batalha de Dunbar (1650) foi lutada durante as Guerras dos Três Reinos entre um exército escocês e parlamentares ingleses conduzidos por Oliver Cromwell. Os escoceses foram derrotados, levando à derrubada da monarquia e à ocupação da Escócia.
Uma presença militar permanente foi estabelecida na cidade com a conclusão do Castle Park Barracks em 1855.
Dunbar ganhou uma reputação como um lugar de férias à beira-mar e um resort de golf no século XIX, "o burgh brilhante e alegre" famoso pelo seu "ar revigorante".
Desde 1983, a cidade é anfitrião da primeira competição ao ar livre de bandas tradicionais na Escócia.
A competição, realizada agora no centro de esportes de Hallhill no segundo sábado de maio, atrai na região de 70-80 bandas através da Escócia e de mais de 2000 visitantes por dia. A banda local, Dunbar Royal British Legion Pipe Band, competiu com sucesso considerável ao longo dos anos.
Em um sábado, em 3 de janeiro de 1987, um incêndio devastador destruiu grande parte da histórica igreja paroquial da cidade. A igreja, como era antes do fogo, foi aberta em 1821 e continha um monumento ao conde de Dunbar (1611), que foi dito ser inigualável em toda a Escócia pelo seu artesanato italiano em mármore. Embora o fogo praticamente destruiu o monumento e deixou apenas as paredes externas restantes, a igreja desde então tem sido reconstruída com um interior moderno.

## Residentes Notáveis
- Joan Beaufort, esposa do rei Jaime I da Escócia, que serviu como regente da Escócia logo após a sua morte e durante a minoridade de seu filho Jaime II da Escócia, antes de ser envolvido em uma luta de poder com os membros da nobreza. Em desespero, refugiou-se no Dunbar Castle, onde foi sitiada por seus oponentes, onde morreu no ano 1445[3]
- Alexander Stewart, Duque de Albany, segundo filho do Rei James II da Escócia e Maria de Gueldres, foi o Duque de Albany, Earl of March, Lord da Annandale e Ilha de Man e o Warden of the Marches, o que lhe deu uma impressionante base de poder nas fronteiras leste e oeste, centrada no Dunbar Castle (Castelo de Dunbar), que ele possuía e vivia. Tentou tomar o controle da Escócia de seu irmão o Rei James III da Escócia, mas foi mal sucedido
- John Stewart, Duque de Albany, governador de facto da Escócia e importante soldado, diplomata e político num contexto europeu escocês e continental, era o único filho do Duque de Albany e conseguiu onde seu pai falhou e se tornou Regente da Escócia, enquanto ele também se tornou Conde de Auvérnia e Lauraguais na França, sendo que finalmente, herdou de seu pai a posição de Earl of March, o que permitiu também a usar o castelo de Dunbar como seu centro de poder na Escócia[4]
- Alexander Dow, influente estudioso da cultura oriental, escritor e oficial do exército da britânica East India Company. Foi residente e educado em Dunbar em parte da sua infância
- William Alexander Bain, farmacologista
- Dr James Wyllie Gregor, botânico, nasceu em Dunbar
- Sir Anthony Home, ganhador da Cruz Vitória e da Ordem do Banho, soldado britânico notável e conseguiu alcançar o posto de Cirurgião Geral das forças armadas britânicas, nascido e criado por uma família local
- John Muir, importante conservacionista, geologista, filósofo ambiental e pacifista. Um dos fundadores do sistema nacional de parques do Estados Unidos e do Sierra Club
- General Sir Reginald Wingate, primeiro barão, ganhador da Ordem do Banho, da Real Ordem Vitoriana, da Ordem do Império Britânico, da Ordem de São Miguel e São Jorge, da Ordem de Serviços Distintos e da condecoração territorial, oficial das forças armadas e governador colonial, o construtor do Sudão Anglo-Egípcio, governador-geral do Sudão (1899–1916), Alto Comissário britânico no Egito (1917–1919), Comandante das operações militares no Hejaz (1916–1919). Por muitos anos o general sênior do exército britânico, residiu muito tempo em Dunbar[5]
- Robert Wilson (engenheiro), um dos inventores dos propulsores de navios, nascido e criado em Dunbar por uma família local
- Black Agnes, Condessa de Dunbar e heroína do folclore local
- James Hepburn, 4th Earl of Bothwell, terceiro e último marido de Maria, Rainha dos escoceses, e dono do Castelo de Dunbar.
- Hugh Trevor-Roper, renomado historiador Inglês que lecionou na Belhaven Hill School
- Walter Runciman, Primeiro Barão de Runciman, grande político do Partido Liberal, nascido em Dunbar[6]
- Santo Wilfrid, século VII ao início do século VIII, Bispo Inglês que foi preso por um tempo em Dunbar[7]
- Santo Cuteberto, evangelista da Igreja de Nortúmbria, Bispo de Lindisfarne,[8] em um momento em que a Nortúmbria era um líder em promover e espalhar a mensagem do cristianismo em um contexto britânico e europeu.[9] De acordo com alguns autores, ele era nascido e inicialmente criado em Dunbar por uma família nobre local, antes de ser promovido para a área de Melrose, com uma família aliada, de acordo com as tradições de sua classe e tempo[10]

## Edifícios Notáveis

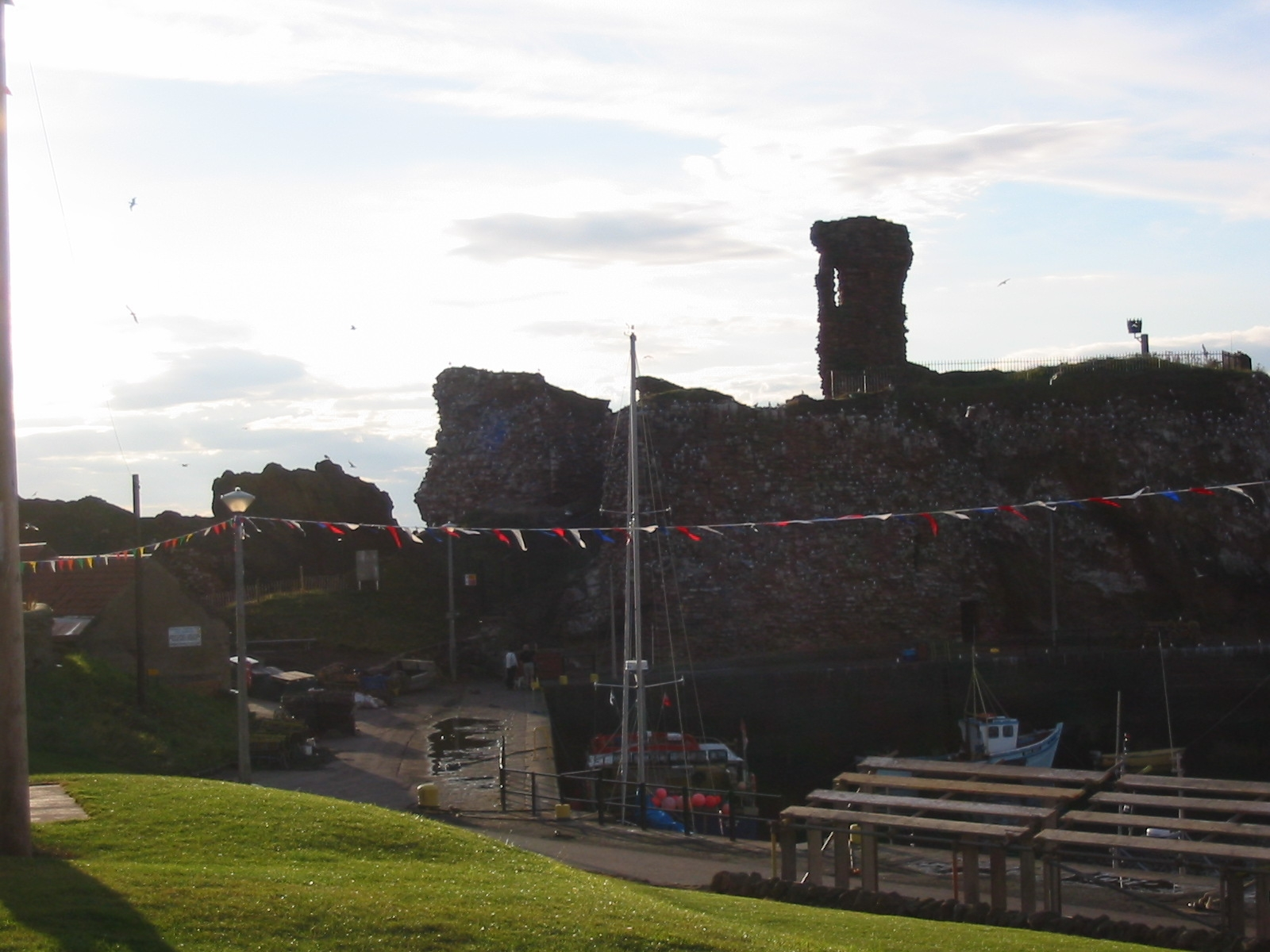
Castelo no porto de Dunbar

- Chapel tower do Priorado Trinitário, a oeste da cidade. Fundada em 1240 por Christiana de Brus, condessa de Dunbar
- Dunbar Castle, possivelmente construído a partir do século XIV, reconstruído e remodelado em 1490 e 1520. Em grande parte arruinado com o auxílio da pólvora (deliberadamente por lei do Parlamento) em 1567 e com toda a extremidade norte removida com a ajuda de explosivos (detonados usando um sistema elétrico especialmente inventado) para o novo porto de Vitória 1842-44
- Parish church (veja abaixo), construído por James Gillespie Graham em 1818–21 com arenito vermelho da pedreira local Bourhouse[11]
- Parish Church Hall (1910), localizado atrás da agência de correios da High Street, contêm o vitral removido da catedral de St Giles', Edimburgo[11]
- Abbey Free Church (1850), construída por Thomas Hamilton, arquiteto
- St Anne's Episcopal Church (1889), construída por Robert Rowand Anderson
- The Town House (Tolbooth), na High Street, construção de 1550
- Mercat Cross, construção de 1911, construída de restos medievais para reparar a parte original perdida oposto ao West Port. Agora ao lado da Town House
- Lauderdale House (1790–92), concebida por Robert Adam e executada por seu irmão John após sua morte, construída em torno da Dunbar House (construção 1730)
- Estão de tram, construída em 1845, mas alterada
- Cromwell Harbour, porto de pesca muito antigo que data do século XVII

## Arqueologia
Durante 2003, as escavações arqueológicas em Oxwell Mains (Lafarge Cement Works) perto de Dunbar revelaram no local  uma casa Mesolítica que se acredita ser em torno do  9o. milênio a.C. O local sugere um edifício curvado. Embora considerado extremamente raro e um local de importância nacional, este local está no meio de uma área planejada para uma pedreira.
Uma escavação arqueológica realizada pela Headland Archaeology, em um local previamente ocupado pela cabine do capitão (um marco local) dentro da área do parque do castelo, identificou uma seqüência de características arqueológicas que refletem ao redor de 2000 anos da atividade humana.
A característica mais antiga foi uma vala grande que pode ter formado parte das defesas ao redor de um forte promontório identificado durante escavações anteriores perto da costa em Castle Park. A escala das valas indicava um monumento impressionante. Uma datação com radiocarbono obteve a data entre 50 A.C. e 70 D.C. a partir de carvão vegetal recuperado do seu enchimento. Muito mais tarde um edifício retangular foi construído sobre a parte superior da vala enchida. Grandes quantidades de grãos queimados foram recuperados, indicando que o edifício era uma loja de grãos que havia sido destruída pelo fogo. Estabeleceu-se que este era parte do estabelecimento do povo Anglian que tinha sido identificado igualmente durante escavações anteriores.
Entre os séculos IX e XI a área foi usada como um cemitério. 76 esqueletos articulados e os restos desarticulados de outros 51 indivíduos foram recuperados. Os esqueletos articulados foram todos enterrados na moda cristã padrão. Um pequeno número de esqueletos estavam em longas cistas, mas a maioria eram enterros de mortalha simples.
Entulhos ou um sambaqui acima do cemitério continha muitos cortes de marfim de elefante que datam dos séculos XVIII ou XIX.

## Clima
Como o resto da Escócia, Dunbar experimenta um clima marítimo com verões frescos e invernos suaves. O clima local é notável em que é um dos poucos lugares na Escócia a exceder 1.500 horas de sol anualmente. É também a parte mais seca da Escócia. Os extremos de temperatura gravados variam de 31,0 °C (87,8 °F) durante Agosto de 1990,  e de −12 °C (10 °F) em janeiro de 1982.

## Meio Ambiente
Devido à sua localização geográfica, Dunbar recebe menos chuva e mais horas de sol direto por ano do que em qualquer outro lugar na Escócia (de acordo com o Met Office). A cidade começou a ser referida por moradores locais como 'Sunny Dunny', depois que um apresentador de rádio local popularizou o termo.

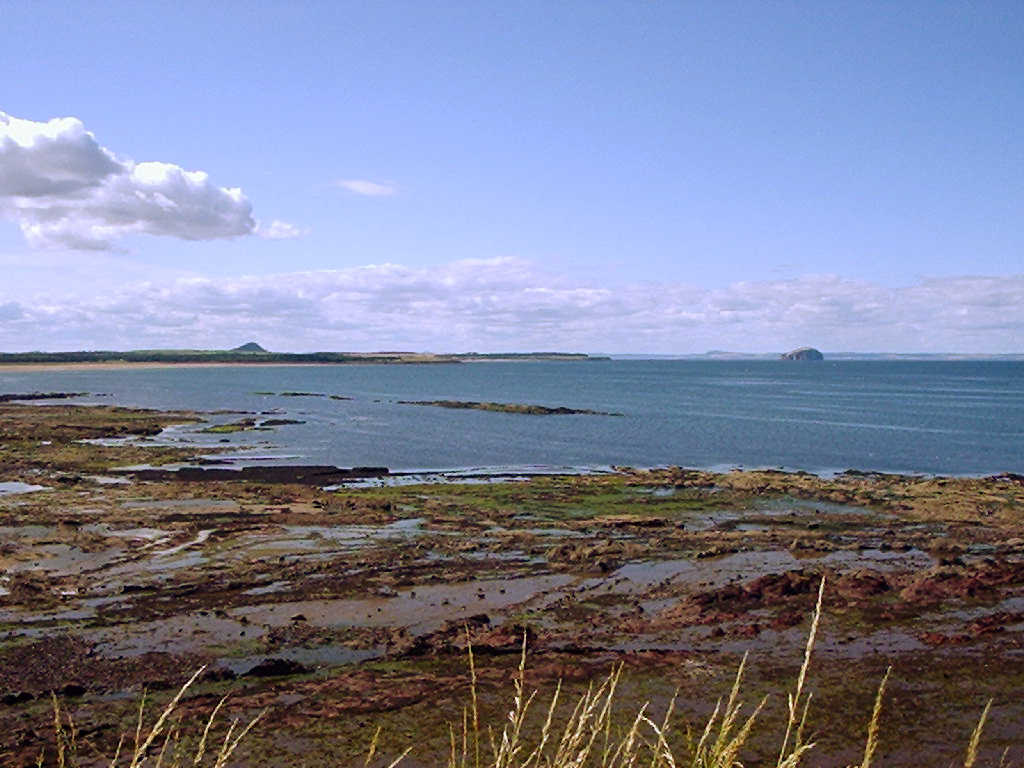
Vista para a baía de Belhaven (John Muir Country Park) com North Berwick Law e Bass Rock mais distante.

Dunbar tem dois passeios (formando parte do John Muir Way). Estes fornecem um ponto de vista ideal para ver as características geológicas interessantes de Dunbar: incluindo depósitos vulcânicos e diques, visto a partir de um alto ponto de vista sobre o oeste, penhascos, que passa pelo parque público e parque Winterfield. Olhando para baixo em uma plataforma levantada da costa, as praias, ao longo da costa, pode-se apreciar a elevação glacial-isostática que ocorreu nesta parte da Escócia.

## Economia
Dunbar tem uma economia local próspera na avenida High Street, bem como muitas empresas ao longo da rodovia Spott Road até à A1, incluindo Howden's, AG Thompson, e Border Roofing além de muitas outras.
A cidade tem um supermercado Asda e um posto de gasolina (o primeiro na região de East Lothian). A loja é acompanhada por um drive-through McDonald's, um restaurante propriedade da companhia Marston's chamado Pine Marten, um hotel também propriedade da Marston's e um Garden Centre. A ASDA continua a ajudar pequeas empresas locais e instituições de caridade na cidade como parte de seu compromisso. Isto visa garantir o impulso das instalações de varejo e área de captação de Dunbar, atraindo pessoas de Berwick e Tweed até Haddington.
A agricultura continua a ser importante, mas a pesca diminuiu. Suas principais fabricas são de cimento na fábrica de cimento Dunbar da Tarmac na Oxwell Mains (a única fábrica integrada de cimento na Escócia) e os Ales escoceses da Belhaven Brewery. Outro grande empregador local é a Torness Nuclear Power Station.

## Cidades irmãs
Dunbar é cidade irmã dos seuguintes lugares:
- Kingston, Massachusetts, Estados Unidos
- Lignières, França
- Martinez, California, Estados Unidos

## Esportes

### Futebol
Dunbar é a casa do Dunbar United, time de futebol júnior.
Dunbar é também lar do Dunbar United Colts Football Club que joga em casa no Hallhill Sports Centre. O clube é aberto para garotos e garotas e tem em torno de 400 membros de 4 anos que jogam nas seções da escola até adultos (Dunbar Athletic) que jogam na liga amadora. O popular Colts Festival é realizado no segundo sábado de junho na semana cívica de Dunbar todos os anos. As cores do time são listras pretas e brancas. O futebel é jogado pelos jovens de Dunbar desde 1920. Durante os anos 60 a primeira equipe de jovens foi formada como Belhaven Boys Club. Os treinamentos foram realizados na antiga igreja Belhaven em Beveridge Row e ao longo das décadas foi mudado para vários lugares como Winterfield e Deer Park.

### Golfe
Dunbar Golf Club: Criado em 1857 e redesenhado por Old Tom Morris por volta de 1894, Dunbar East Links está situado no Estuário do rio Forth.
O local é usado como qualificatório para o Open Championship quando o Open é jogado em Muirfield, sendo que todos os principais campeonatos Escoceses foram disputados em Dunbar, The Scottish Amateur, Scottish Professional Championships e Scottish Boys 'Championship. As British Ladies e as Ladies Home Internationals igualmente utilizaram Dunbar como casa. Dunbar é também o lar do Winterfield Golfe Clube.

### Rugby

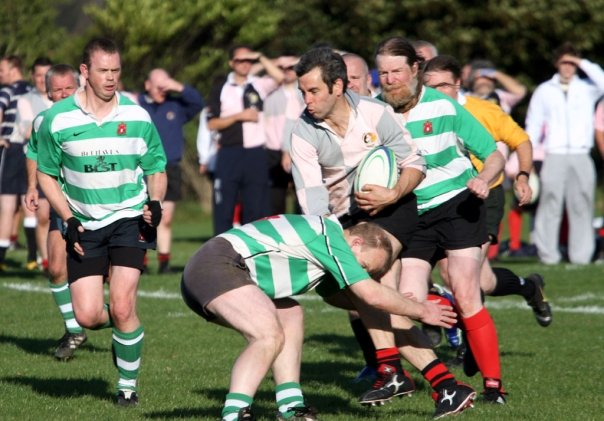

Dunbar também é o lar do Dunbar RFC. Eles jogam seus jogos em casa no Hallhill Sports Centre e operam a 1st XV, 2nd XV e vários times de escolas. O 1st XV jogam na liga regional leste.

### Basquete
Dunbar Grammar School oferece treinamento de basquete para muitas escolas e clubes. As equipes da escola participam frequentemente na competição da Taça escocesa. A escola também é o local dos treinamentos do clube Dunbar Dragons.

## Educação
A cidade é servida por duas escolas primárias do estado, West Barns e Dunbar, e uma escola secundária do estado, Dunbar Grammar School. Dunbar Grammar também serve uma vasta área de captação que inclui as áreas circundantes e aldeias. A escola tem atualmente 713 alunos. Desde 2004, Paul Raffaelli é o diretor atual da escola, sucedendo Don Ledingham. A escola primária de Dunbar tem dois campus, o mais velho de nome  John Muir Campus que leciona da primeira a terceira série juntamente com os alunos do berçário, e o campus mais novo de nome Lochend leciona da quarta a sétima série.
Há também uma escola particular, Belhaven Hill School, uma escola preparatória para crianças de 7 a 13 anos de idade, a escola é descrita em seu Web site como a maior escola preparatória da Escócia.

## Instalações para jovens
Muitos grupos de jovens usam as instalações do centro comunitário Bleachingfield. Existe um clube juvenil que funciona segunda, sexta-feira e terça-feira entre as 18h30 às 20h00 para as crianças de 4 a 7 anos e das 20h00 às 22h00 para os jovens da escola secundária. O café da juventude é realizado em noites de quarta-feira e de sábado. O centro também é usado por um Playgroup, um clube depois da escola e um clube de dança.

## Ciência
Dentro de Dunbar há um interesse forte em ciência, há o subcomitê de ciência do Conselho da escola primária de Dunbar que tem a função de promover um interesse em ciência e engenharia entre jovens. Duas iniciativas que se originam desta são a Dunbar Scifest, o festival anual da ciência para famílias e o clube da ciência de Dunbar, um clube mensal para jovens.

### SciFest
Este é um festival anual realizado em Dunbar, que visa gerar um interesse em ciência e engenharia através de um programa variado de eventos, incluindo demonstrações, filmes e atividades. O festival atrai provedores de eventos da indústria, universidades, organizações nacionais e oferece a oportunidade de jovens se envolverem com cientistas de carreira com a esperança de que eles serão inspirados a aprender mais sobre ciência ou a seguir um caminho de carreira científica.
O festival tem sido realizado desde 2011 e crescendo em tamanho desde então. O objetivo a longo prazo é crescer o Dunbar SciFest para um festival anual significativo que assegurará que Dunbar se transforme um foco escocês principal para o engajamento público com ciência. Está  conseguindo chegar a este objetivo, ganhando o prêmio nacional de 2012 como melhor evento de comunidade da semana da ciência e da engenharia.

Porto de Dunbar